# The Trip
«The Trip» — песня, написанная и записанная американским автором-исполнителем Кимом Фоули. Она появилась на стороне «А» и сторона «Б» в качестве дебютного сингла Фоули в качестве сольного исполнителя и была выпущена в начале 1965 года на Corby Records (см. 1965 год в музыке). Предвосхищая сюрреалистическую сущность психоделии и ранние работы The Mothers of Invention, «The Trip» стала одной из самых экспериментальных композиций Фоули. Лирически песня считается одной из самых ранних записей, отсылающих к ЛСД.
В этой композиции Фоули в блудливой манере подстрекает тех, кто разочаровался в мире (пребывает в депрессии), спасаться с помощью ЛСД, провозглашая: «Summertime’s here, kiddies, and it’s time to take a trip! To take trips!» (рус. Летняя пора, ребятишки, и пора предпринять путешествие. Галлюциногенное путешествие). Содержание песни становится более странным, поскольку он описывает галлюциогенные видения животных и вызванный наркотиками соблазн. Примечательно, что несмотря на необычное содержание, «The Trip» стал региональным хитом в Лос-Анджелесе и был перепет в 1966 году диджеем Годфри и Thee Midniters. Ноябрьский номер газеты Los Angeles Free Press 1965 года, рекламируя оставшиеся копии «The Trip» предполагает, что сингл стал одной из первых работ, которая очевидно описывает психоделический опыт. Начиная с самого своего первого релиза песня наиболее заметно появилась на сборнике Pebbles, Volume 1 и на бокс-сете 1998 года Nuggets: Original Artyfacts from the First Psychedelic Era, 1965–1968. Кавер-версия Годфри была выпущена под названием «Let’s Take a Trip» на сборнике Pebbles, Volume 3.
Также песня вошла в саундтрек фильма Гая Ричи 2008 года — Рок-н-ролльщик.